# Terekklire
Terekklire (Xenus cinereus) er en vadefugl, der ses som en meget sjælden gæst i Danmark fra Finland og det nordlige Rusland. Den overvintrer ved kysterne af tropisk Afrika og ved det Indiske Ocean.
Terekklire er den eneste art i slægten Xenus.